# Mistrzostwa Europy w Judo 1959
8. Mistrzostwa Europy w Judo odbyły się w dniu 9 maja 1959 roku w Wiedniu.

## Klasyfikacja medalowa
Gospodarz zawodów został zaznaczony kolorem.
| Miejsce | Państwo         |   |   |    | Razem |
| ------- | --------------- | - | - | -- | ----- |
| 1       | Francja         | 4 | 3 | 3  | 10    |
| 2       | Holandia        | 4 | 1 | 0  | 5     |
| 3       | Wielka Brytania | 1 | 0 | 0  | 1     |
| 4       | RFN             | 0 | 2 | 4  | 6     |
| 5       | Włochy          | 0 | 1 | 2  | 3     |
| 6       | Austria         | 0 | 1 | 1  | 2     |
| 6       | Jugosławia      | 0 | 1 | 1  | 2     |
| 8       | Belgia          | 0 | 0 | 3  | 3     |
| 9       | Czechosłowacja  | 0 | 0 | 1  | 1     |
| 9       | Hiszpania       | 0 | 0 | 1  | 1     |
| 9       | NRD             | 0 | 0 | 1  | 1     |
| Razem   | Razem           | 9 | 9 | 17 | 35    |

## Medaliści

### Mężczyźni
| Konkurencja: | Złoto: | Srebro:                                                                                          | Brąz: |
| −68kg        | Coos Bonte | Mladen Mastela                                                                                   | Matthias Schießleder Erich Zielke |
| −80kg        | Hein Essink | Paul Kunisch                                                                                     | Alfred Träder Dimitar Šijan |
| ponad 80kg   | Anton Geesink | Franz Sineck                                                                                     | Enrique Aparicio Josef Novotný |
| Open         | Anton Geesink | Nicola Tempesta                                                                                  | Jean-Pierre Dessailly Bernard Pariset |
| −1 dan       | Lionel Grossain | Jacques le Berré                                                                                 | Manfred Mühl Romano Polverari |
| −2 dan       | Marcel Nottola | Franz Sineck                                                                                     | Gerhard Alpers Pierre Brouha |
| −3 dan       | Michel Rabut | Gilbert Legay                                                                                    | Paul Kunisch Theodor Guldemont |
| −4 dan       | Henri Courtine | Claude Collard                                                                                   | Daniel Outelet |
| Drużynowo    | Kenneth Maynard · John Newman · Charles Palmer · Alan Petherbridge · Douglas Young · (Denis Bloss) · Wielka Brytania | Jan de Waal · Joop Dirks · Geurt van den Dolewaard · Anton Geesink · Theo van Ierland · Holandia | Henri Courtine · Gilbert Legay · Marcel Nottola · Bernard Pariset · Mathieu Vallauri · Francja · Danilo Baccianini · Giuseppe Calabrese · Giuseppe Loffredo · Romano Polverari · Nicola Tempesta · Włochy |